# Nathalie (cantante)
Natalia Beatrice Giannitrapani, conocida como Nathalie (nacida el 16 de diciembre de 1979 en Roma, Italia), es una cantautora italiana que en el año 2010 ganó la cuarta edición de la versión italiana de Factor X, con la canción In Punta Di Piedi (traducido literalmente como "En Punta De Pie", que significa "De Puntillas".

## Biografía

### Primeros años
Nacida de padre siciliano de origen tunecino y madre belga, Nathalie nació en la ciudad de Roma. Empezó a estudiar música a la edad de 13 años y a escribir sus primeras canciones a los 15 años, con textos en italiano, francés, e inglés (también sabe hablar en castellano). Las canciones de Nathalie están compuestas en acompañamiento de una guitarra y un piano.

### Carrera musical
Nathalie empezó su carrera cantando en algunos locales de su ciudad, Roma, y participando en concursos musicales italianos.
En 2003 y 2004 fue la vocalista del grupo de música nu metal Damage Done. Con su grupo, Nathalie grabó un CD Demo, llamado Thorns.
Después de la experiencia con los Damage Done, Nathalie siguió cantando en diferentes festivales y en 2006 ganó el premio SIAE por Demos y 1.000 euros. Durante ese mismo año ganó otros premios.

### Factor X eIn punta di piedi
En 2010 ganó la cuarta edición de la versión italiana de Factor X y firmó un contrato con la discográfica Sony Music.
En noviembre de 2010, la discográfica Sony Music sacó a la venta un "EP", llamado In punta di piedi que debutó en el decimotercer puesto de la lista de éxitos italiana.
En 2011 su sencillo In punta di piedi ganó el premio de oro.

## Festival de Sanremo yVivo sospesa
En 2011 Nathalie participó en el Festival de la Canción de San Remo, donde quedó en séptimo lugar con la canción Vivo sospesa. Tras el festival su discográfica lanzó su álbum debut, llamado Vivo sospesa, que debutó en el sexto puesto de la de la lista italiana y entró en la lista suiza.
Nathalie fue nominada en los premios TRL Awards de 2011 en la categoría de Mejor Artista de un Talent Show, que fueron entregados el 20 de abril del mismo año. En marzo de 2011 comenzó su primera gira por toda Italia, llamada Vivo Sospesa Tour.
Siempre en 2011 cantó con el cantante italiano Raf y el rapero Frankie HI-NRG MC en la canción Numeri.
En mayo de 2011 fue lanzado su tercer sencillo, Sogno freddo.

## Anima di vento
En junio de 2013,la cantante anuncia en sus perfiles de las redes sociales su nuevo proyecto que viene antecedido del sencillo Sogno d'estate. Dicho sencillo es lanzado en Spotify y ITunes el 12 de julio de 2013,junto con el videoclip oficial del tema que ese mismo día es colgado por primera vez en YouTube y Vevo.Cabe destacar que en este sencillo la cantante vuelve a colaborar con el cantante Raf, siendo la segunda vez que cantan juntos.
Finalmente,el 17 de septiembre de 2013 sale al mercado el segundo álbum de la cantante,bajo el nombre de Anima di vento,después de un período de inactividad de dos años. El álbum del retrono de Nathalie tiene gran repercusión mediática y la cantante anuncia su segunda gira por Italia para promocionar el álbum en concierto.

## Discografía

### Álbumes
| Año  | Nombre                                             | Ventas y certificaciones                     | Listas | Listas |
| Año  | Nombre                                             | Ventas y certificaciones                     | Italia | Suiza  |
| ---- | -------------------------------------------------- | -------------------------------------------- | ------ | ------ |
| 2010 | In punta di piedi - Formatos: CD, descarga digital | - Ventas totales: 25,000+                    | 13     | —      |
| 2011 | Vivo sospesa - Formatos: CD, descarga digital      | - Ventas totales: - Certificación en Italia: | 6      | 84     |
| 2013 | Anima di vento - Formatos: CD, descarga digital    | - Ventas totales: - Certificación en Italia: | 20     | -      |

### Sencillos
| Año  | Título                    | Lista italiana | Certificación |
| ---- | ------------------------- | -------------- | ------------- |
| 2010 | In punta di piedi         | 1              | Oro           |
| 2011 | Vivo sospesa              | 7              | —             |
| 2011 | Sogno freddo              | —              | —             |
| 2013 | Sogno d'estate(feat. Raf) | —              | —             |